# Georges Le Breton
Georges Le Breton, né le 10 août 1862 à Orléans et mort le 28 juin 1913 à Orléans, est un architecte-paysagiste du XIXe siècle.

## Biographie
Fils de Louis Lucy Le Breton, ingénieur architecte et paysagiste basé à Orléans (faubourg Saint-Marceau), il devient lui-même architecte paysagiste et implante son agence à Paris (au 5 rue Gounod, dans le XVIIe arrondissement).
Ses principales réalisations sont le parc du Château du Terral à Ouveillan dans l'Aude, chez Monsieur d'Andoque, et le parc du château du Lude en Sologne, chez Maurice Bastide du Lude, classé en 1945 au titre de la loi de 1930.
Son père Louis réalise vers 1870 le Parc de Bourran à Mérignac (Gironde) inscrit au titre des Monuments Historiques en 1992 où, comme le fils le fera aussi au château du Lude en 1896, il développe l'art des fabriques pittoresques, ainsi que et le parc de Majolan à Blanquefort (Gironde).

## Sources
- Conservation régionale des Monuments historiques Languedoc-Roussillon.
- Conservation régionale des Monuments historiques Centre.
- Journal de la Société nationale d'horticulture de France, 1886.
- Jouy-le-Potier, son territoire et ses châteaux par Ernest de Basonnière, 1910.